# Корытова, Светлана Вадимовна
Светла́на Вади́мовна Коры́това (24 марта 1968, Иваново, РСФСР, СССР) — советская и российская волейболистка, игрок женских сборных СССР, СНГ (1988—1992) и России (1992—1993). Олимпийская чемпионка 1988, чемпионка мира 1990, двукратная чемпионка Европы (1989 и 1991), 6-кратная чемпионка СССР, двукратная чемпионка России. Заслуженный мастер спорта СССР (1988).

## Биография
Светлана Корытова начала заниматься волейболом в 1978 году в СДЮСШОР города Иваново. Первые тренеры — Нателла Котова и Виталий Плотников. Игровую карьеру начала выступлениями за ивановскую «Основу», в составе которой играла также другая в будущем знаменитая волейболистка Ирина Смирнова. В 1984 обе волейболистки перешли в свердловскую «Уралочку», за которую Корытова играла до 1993 года. В её составе 8 раз выигрывала золотые награды чемпионатов СССР и России, а также трижды Кубок европейских чемпионов. В 1986 в составе сборной РСФСР стала серебряным призёром Спартакиады народов СССР.
В 1986 году в составе женской молодёжной сборной СССР стала чемпионкой Европы.
В национальных женских сборных СССР, СНГ и России Светлана Корытова выступала с 1988 по 1993 годы. В их составе неоднократно становилась чемпионкой и призёром крупнейших международных соревнований, в том числе Олимпийской чемпионкой 1988, чемпионкой мира 1990, двукратной чемпионкой Европы, победительницей Игр доброй воли 1990. В 1989 и 1991 принимала участие в «Гала-матчах» ФИВБ, в которых сборной СССР противостояла сборная «Звёзды мира».
В настоящее время проживает в Италии.

## Достижения

### С клубами
- 6-кратная чемпионка СССР — 1986—1991;
  - серебряный призёр чемпионата СССР 1985;
- серебряный призёр Спартакиады народов СССР 1986 в составе сборной РСФСР;
- двукратный обладатель Кубка СССР — 1986, 1987;
- двукратная чемпионка России — 1992, 1993;
- трёхкратная победительница розыгрышей Кубка европейских чемпионов — 1987, 1989, 1990;
  - двукратный серебряный (1988, 1991) и двукратный бронзовый (1992, 1993) призёр Кубка чемпионов.

### Со сборными
- Олимпийская чемпионка 1988;
  - серебряный призёр Олимпийских игр 1992;
- чемпионка мира 1990;
- серебряный (1989) и бронзовый (1991) призёр розыгрышей Кубка мира,
- бронзовый призёр Гран-при 1993;
- двукратная чемпионка Европы — 1989, 1991;
- чемпионка Игр Доброй воли 1990;
- чемпионка Европы среди молодёжных команд 1986.

## Источник
- Волейбол. Энциклопедия/Сост. В. Л. Свиридов, О. С. Чехов. — Томск: Компания «Янсон», 2001.